# Feuerwache Charlottenburg
Die Feuerwache (Berlin-Charlottenburg) war eine kommunale Einrichtung der Gemeinde Charlottenburg, später der Stadt Charlottenburg zur Brandbekämpfung im Stadtgebiet. Sie bestand vom Ende des 19. Jahrhunderts bis Mitte der 1960er Jahre und wurde später Alte Feuerwache genannt. Danach erfolgte eine Umnutzung in eine Rettungswache der Malteserhilfsorganisation. Das gesamte Bauensemble im historischen Ortskern steht unter Denkmalschutz.
Die Aufgabe der Brand- und Notfallrettung hat ab 1965 die Neue Feuerwache Charlottenburg übernommen, die im Ortsteil Charlottenburg-Nord liegt. Ergänzend wurde 2017 die „Freiwillige Feuerwehr Charlottenburg-Nord“ ins Leben gerufen.

## Lage
Die Alte Feuerwache befindet sich im historischen Ortskern von Charlottenburg, gelegen zwischen Alt-Lietzow 33 und Lüdtgeweg 1–7. Das Gelände ist fast 100 m lang (an der Lüdtgestraße) und im Mittel rund 35 m breit.
Auf dem Gelände stehen das Haupthaus mit vier Etagen (südlich, mit der Bauachse längs zu Alt-Lietzow), zwei niedrige Verbindungsbauten auf dem Hof als westlicher Flügel. Diesen folgen ein Steigeturm und weitere Wirtschaftsgebäude als nördliche Begrenzung zu den anliegenden Wohngebäuden und das dreietagige Beamtenwohnhaus direkt am Lüdtgeweg. Alle Flächen zwischen den Bauwerken sind mit einer etwa 2,50 m hohen steinernen Mauer abgegrenzt.
Die Neue Feuerwache befindet sich in Charlottenburg (Nord), Adresse Nikolaus-Groß-Weg 2, 13627 Berlin.
Nördlich und östlich begrenzt je eine Fahrbahn der A 100 das Gelände, südlich liegen einige erhaltene Parzellen der Kleingartenanlage Bleibtreu II.

## Geschichte

### Alte Feuerwache
Im Zusammenhang mit den Aktivitäten zur Erlangung der Stadtrechte musste die Gemeindeverwaltung von Lietzow auch eine eigene Feuerwache einrichten und unterhalten. Auf einer Baufläche zwischen Lützow 7/8 (heute Alt-Lietzow 33) und Lüdtgeweg 1–7 wurden nach Plänen verschiedener Architekten folgende Funktionseinheiten realisiert:
- ein zweigeschossiger Flügelbau (1895),
- das vierstöckige Hauptgebäude, davon das unterste Geschoss mit neun Wagenremisen, nach Plänen und unter Leitung von Paul Bratring und Rudolf Walter (1888/1889),
- der Steigeturm (1899),
- ein dreiflügeliges Geschäfts- und Wohnhaus (1904, Rudolf Walter),
- ein Beamtenwohnhaus (1924, Rudolf Walter).

An der angegebenen Adresse befanden sich laut Berliner Adressbuch des Jahres 1900:
- die Hauptfeuerwehrwache,
- das Dienstgebäude der Feuerwehr,
- die Dienstwohnung des Brandmeisters,
- das Büro der Deputation für das Straßenreinigungs- und Feuerlöschwesen der Stadt,
- das städtische Hochbauamt,
- die Branddirektion und
- Dienstwohnungen für drei Feuerwehrmänner.

Da es sich bald als notwendig erwies, dass die leitenden Beamten für den Einsatz in Notfällen möglichst nahe an den Fahrzeugen und der Technik aber nicht direkt in den dortigen Häusern wohnten, ließ die Stadtverwaltung zu Beginn der 1920er Jahre noch ein Wohnhaus an der Lüdtgestraße bauen.
Im Jahr 1960 gab das Berliner Adressbuch an, dass sich hier an Alt-Lietzow 33 die Berufswache Lietzow/Charlottenburg sowie die Atemschutzwerkstatt der Abteilung III und der Bauabschnitt West, Charlottenburg 1, befanden.
Das Gebäudeensemble der alten Feuerwache konnte nach dem Umzug der Feuerwehr renoviert und modernisiert und vom Hilfsdienst „Die Malteser“ übernommen werden. Es ist jetzt die Rettungswache Lietzow. Auf dem Gelände Alt-Lietzow 33 wohnten im Jahr 1970 aber noch sieben Berufsfeuerwehrleute.

### Neue Feuerwache
Mit dem stetigen Ausbau Charlottenburg reichte die Kapazität an Fahrzeugen und Personen für die Einsätze der Feuerwehrleute nicht mehr, auf der vorhandenen Fläche war kein Platz für neue Bauten. Deshalb beschloss die Bezirksverwaltung einen Neubau an anderer Stelle und realisierte ihn nördlich der Spree entlang der dafür extra angelegten Straße Nikolaus-Groß-Weg. Im November 1965 konnten die neuen Bauten für die Berufsfeuerwehr des Bezirks Charlottenburg in Dienst gestellt werden.
Ergänzt wird die Arbeit der Berufshelfer durch die im Jahr 2017 ins Leben gerufene Freiwillige Feuerwehr Charlottenburg-Nord, in welcher 31 Personen beiderlei Geschlechts ehrenamtlich arbeiten. Sie ist am Flughafen Tegel (ZKS1), Gebäude L) stationiert, hat aber keinen eigenen Ausrückebereich (FF Typ B). Auch hier stehen Einsatzfahrzeuge zur Verfügung, Drohnen werden ebenfalls benutzt.

### Ausstattung der Neuen Feuerwache
Im Dreischichtsystem der Wache sind 94 Feuerwehrfrauen und -männer beschäftigt. Für die verschiedenen Aufgaben werden folgende Einsatzfahrzeuge bereitgehalten (Stand 2024):
1 Lösch- und Hilfeleistungsfahrzeug; 1 Drehleiter, 2 Rettungswagen, 1 Feuerwehranhänger mit Rettungsboot, 7 unterschiedliche Lastkraftwagen, und fünf ELW 1-A-Dienst 3619, ELW 1-B-Dienst 3618, ELW 1-C-Dienst 3617, ELW zur besonderen Verwendung [zbV] und [ZV]. – Die Einsätze umfassen Brandlöschungen aller Art mit Vollschutzanzugträgern und Langzeitgeräteträgern, Unterstützung für das Technische Hilfswerk (THW) und Brandbekämpfung an Stellen, wo sich Überdruckbaustellen befinden (Tunnel u. ä.).

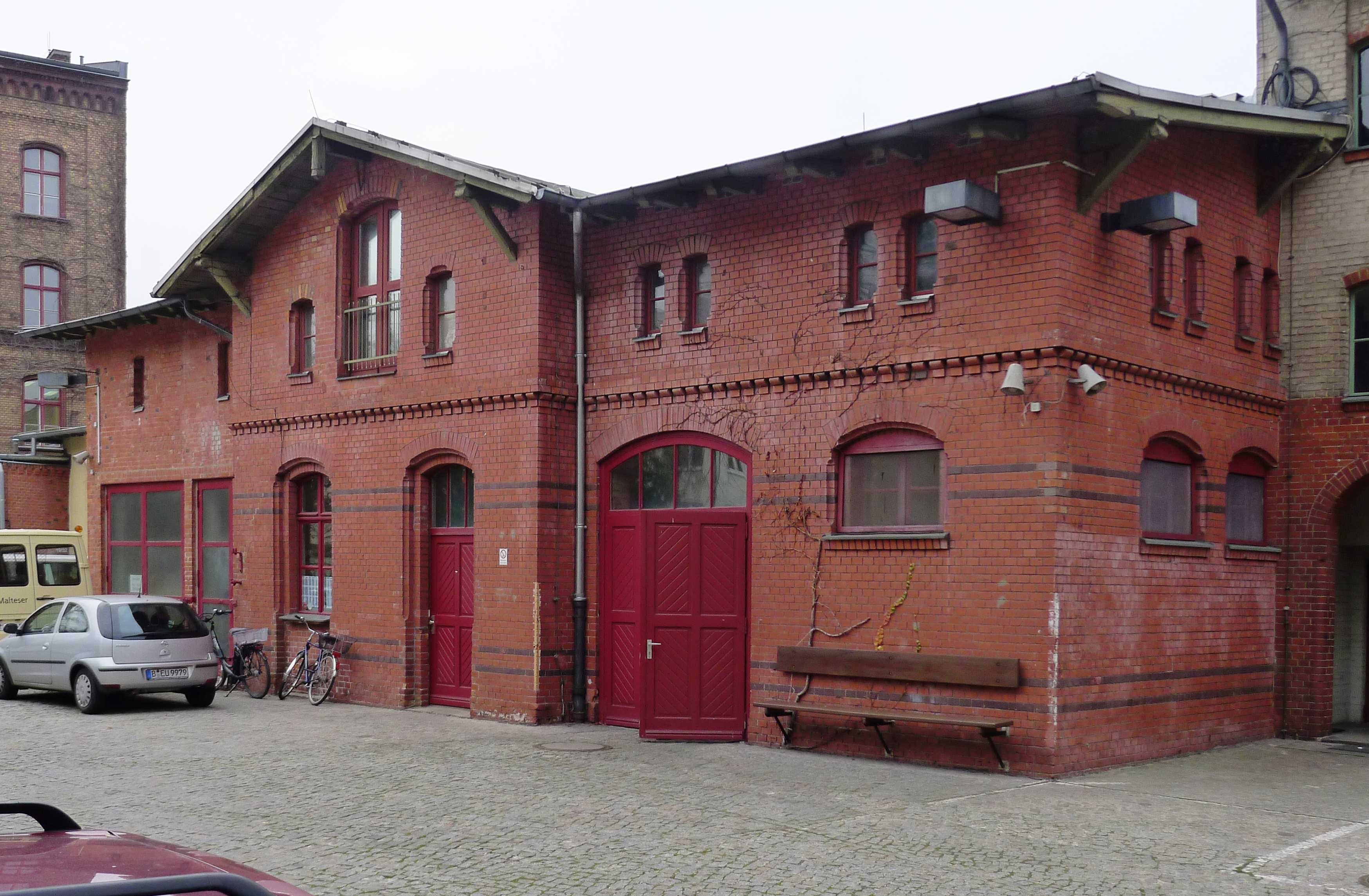
Verbindungs- oder Zwischenflügel
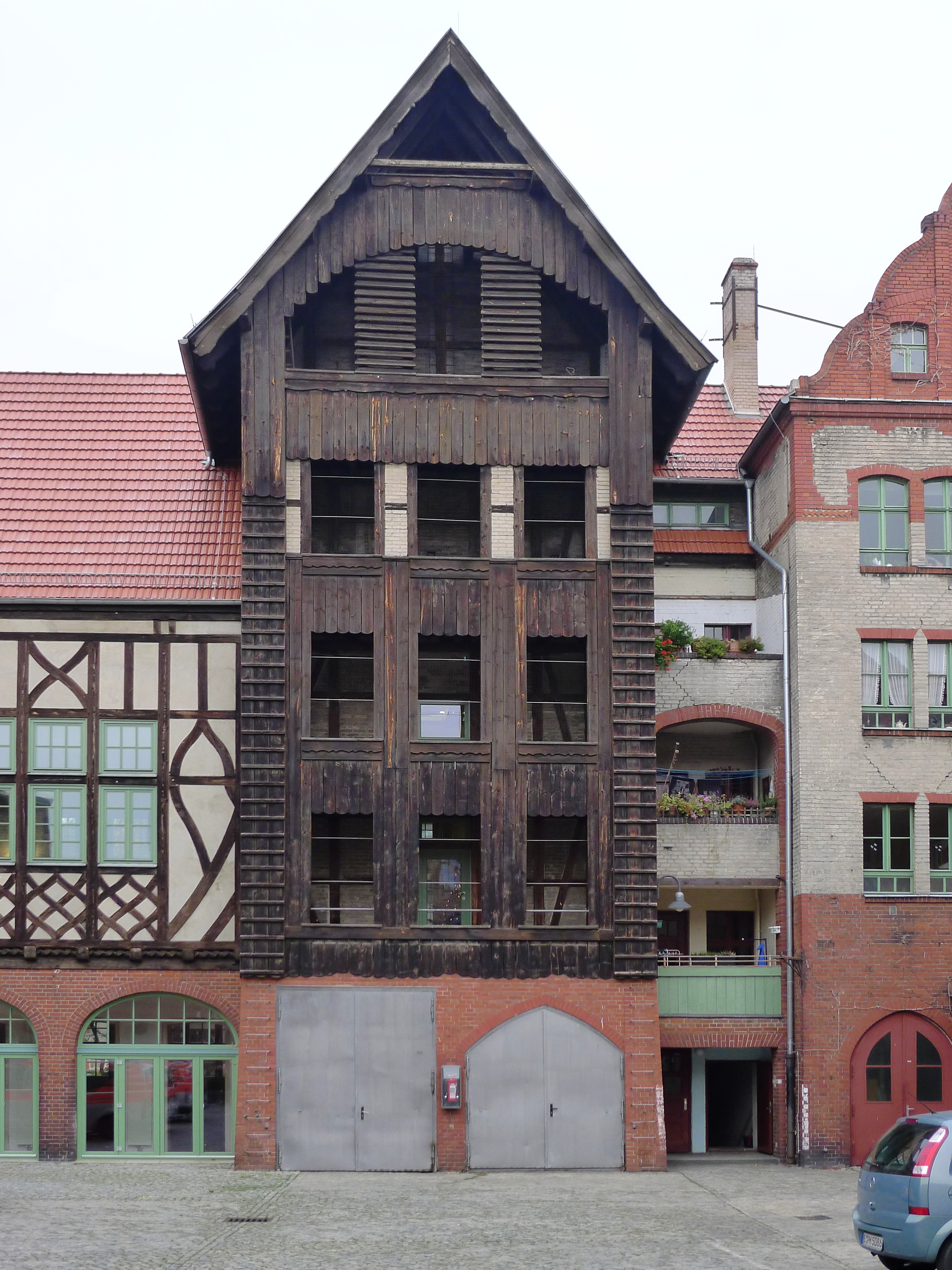
Steigeturm
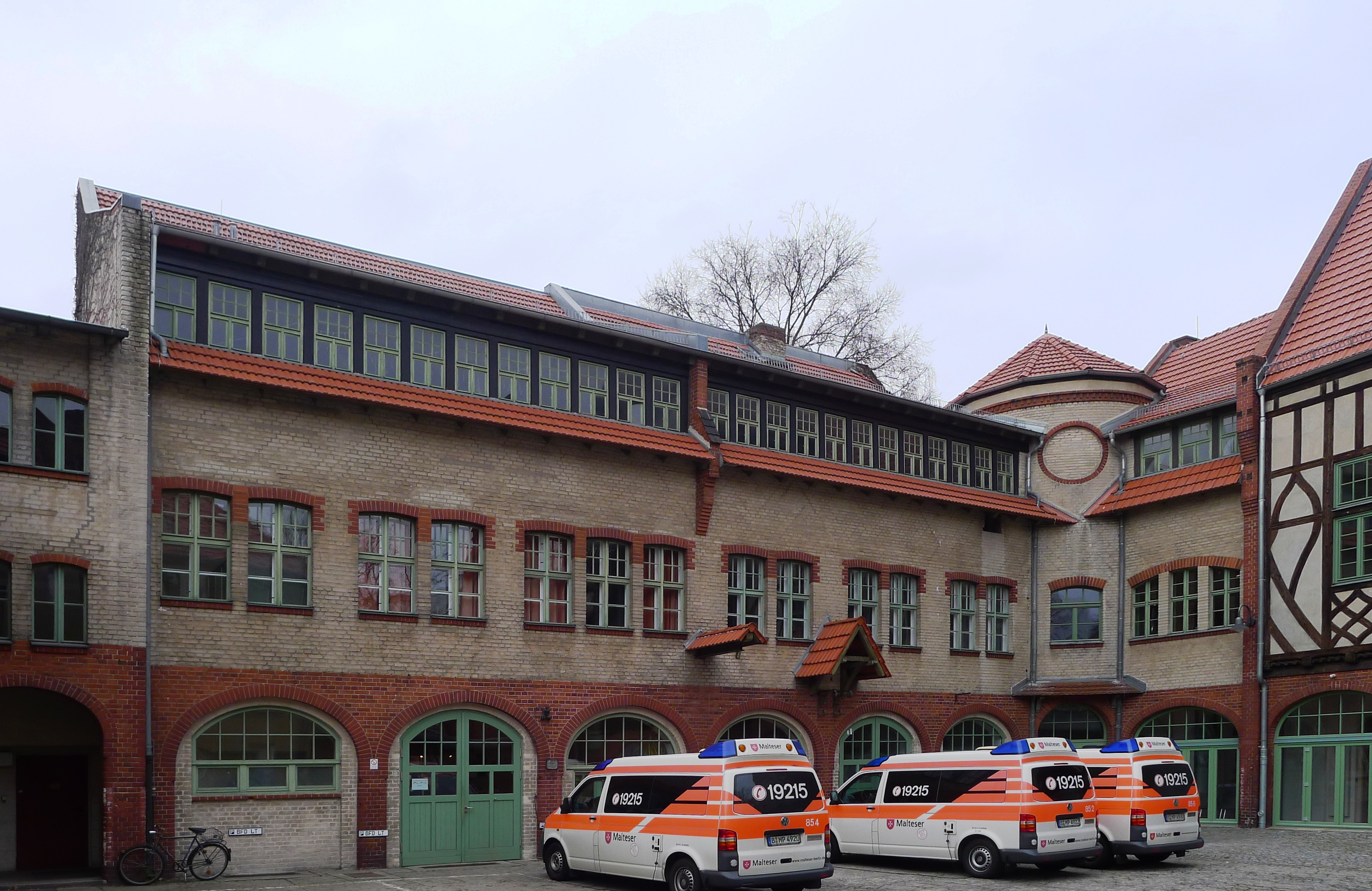
Garagen- und Mehrzweckgebäude
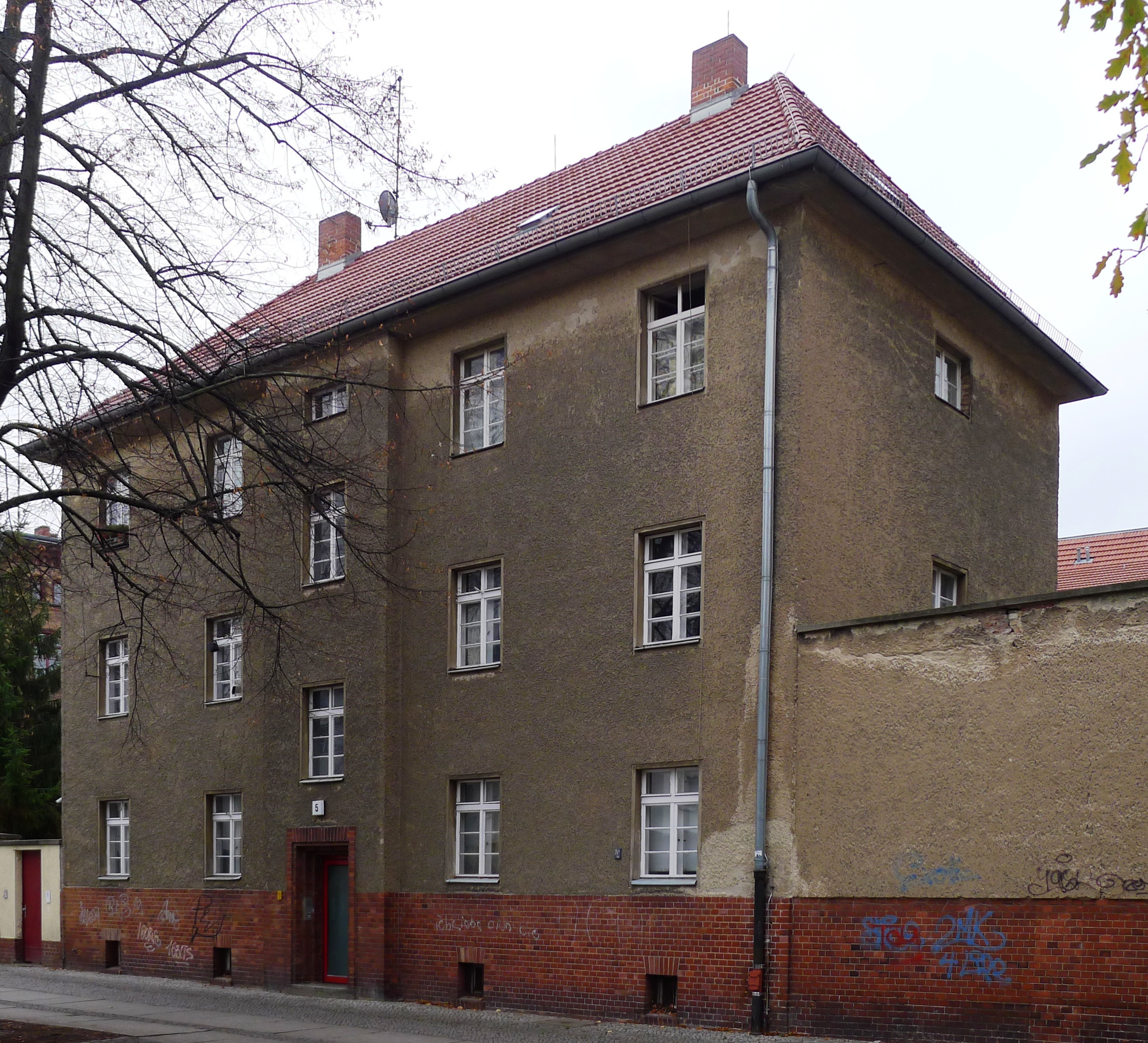
Beamtenwohnhaus

## Architektur

### Alte Feuerwache

#### Überblick
Zur abwechslungsreichen Fassadengestaltung haben die Architekten helle und dunkel gebrannte Backsteine vorgesehen. Flächen und Längsstreifen sowie angedeutete segmentbogenförmige Tür- und Fensterzargen zeigen diese Bauweise.
Wie oben genannt gehör(t)en insgesamt sieben teilweise baulich verbundene Gebäude zu der historischen Feuerwache.

#### Haupthaus
Es handelt sich um ein neunachsiges, viergeschossiges Backsteingebäude mit rechteckiger Grundfläche (30 m lang, 14 m breit). Baumaterialien sind Backstein, helle Ziegelsteine sowie glasierte Backsteine zur Fassadengestaltung.
Zur Straße Alt-Lietzow sind im Erdgeschossbereich sechs Wagenremisen eingebaut, von denen eine als Haupteingang gestaltet wurde. Die sichtbaren Zuganker an der Straßenseite sind mit schmiedeeisernen floralen Gittern kaschiert und bilden damit einen Bauschmuck. An zweien der Zuganker sind Hänge-Wandlampen für den Außenbereich montiert.
Die tragenden Bögen der Remisen bilden ein zusammenhängendes arkadenähnliches Band aus entsprechend rund vermauerten roten Backsteinen.
Die über den Wagenräumen ausgeführten Etagen sind gleich hoch und ihre Fenster sind alle als Segmentbogenfenster ausgeführt.
Auf der Ostseite des Haupthauses gibt es einen Nebeneingang und die Räume im Erdgeschoss erhielten Rundfenster. In der ersten Etage ist zwischen den mittleren zwei der insgesamt vier Fenster ein kleines Sandsteinrelief mit einer Art Wappen und der Darstellung eines Stadttores eingelassen.
Die arkadenartige Aneinanderreihung der steinernen Fenstereinfassungen der Hauptfassade setzt sich hier fort.

#### Nebengebäude
Das nun als Zwischengebäude bezeichnete Haus auf dem westlichen hinteren Hof diente anfangs sehr wahrscheinlich als Pferdestall: ein breiter höherer Eingang (für die Tiere), daneben kleine Fenster, darüber offenbar einige Diensträume für den Pferdewart. (1890 gab es noch keine motorisierten Feuerwehrgerätewagen.) Diesem Zwischengebäude ist am südlichen Giebel noch ein verputztes gleichhohes Verbindungsgebäude zum Haupthaus angefügt. Dessen Funktion wird nicht näher beschrieben.

#### Weitere Dienstgebäude
Die nordwestliche Begrenzung des Feuerwehrareals bildet ein L-förmiger Bau, der einerseits weitere Remisen enthält, andererseits im zweiten und dritten Stockwerk noch viele Räume bereithält. Die Ecke des „L“ ist mit einem runden Treppenturm betont.

## Neue Feuerwache(n)

### Lage und Geschichte
Das Areal liegt im Ortsteil Charlottenburg-Nord zwischen Siemensdamm (nördliche Begrenzung) und Nonnendamm (südliche Begrenzung) in der Nähe der Spree, Adresse Flughafen Tegel 1 (Nikolaus-Groß-Weg). Die Feuerwache ist der einzige Anlieger dieser Straße.
Der Neubaukomplex wurde zwischen 1963 und 1968 auf einer 47.500 m² großen Fläche in einzelnen Bauabschnitten in Stahlbetonskelettbauweise errichtet. Nach der Fertigstellung des Hauptgebäudes konnte die (alte) Feuerwache aus dem historischen Zentrum Charlottenburgs hierher umziehen.

### Dienstgebäude
Das Hauptgebäude ist ein zweietagiger Flachbau, deren unverputzte Backsteine dezenten Bauschmuck durch Einsatz von hellen und dunkelroten Steinen und weißen Putzritzen bilden. Das langgestreckte Gebäude hat eine rechteckige Grundfläche (100 m mal 18 m) und die Bauachse liegt in Nord-Süd-Richtung. Im Obergeschoss sind die Aufenthalts-, Sanitär- und Küchenräume eingerichtet.
Im Erdgeschoss sind 10 Remisen eingerichtet.
Weitere Elemente des Feuerwehrkomplexes umfassen die Direktionsgebäude der Feuerwehrbranddirektion (ehemals West-Berlin), die Feuerwehrleitstelle, die Zentralwerkstatt, den Technischen Dienst, die Zentralbekleidungskammer und einen 20 Meter hohen Übungsturm.
Eine Skulptur des japanischen Künstlers Joshikuni Iida, 5 m hoch und aus Stahl gefertigt, symbolisiert einen aufgerollten Löschwasserschlauch. Sie wurde 1967 auf dem Gelände der Neuen Feuerwache aufgestellt.